# Cube 2: Sauerbraten
 (octobre 2014).
Si vous disposez d'ouvrages ou d'articles de référence ou si vous connaissez des sites web de qualité traitant du thème abordé ici, merci de compléter l'article en donnant les références utiles à sa vérifiabilité et en les liant à la section « Notes et références ».
Pour les articles homonymes, voir Cube 2.
Ne doit pas être confondu avec Sauerbraten.
Cube 2: Sauerbraten est un jeu de tir à la première personne fast-First-person shooter. Il fonctionne sur plusieurs systèmes d'exploitation notamment : GNU/Linux, Solaris, BSD, Microsoft Windows ou Mac OS. Il utilise le moteur Cube 2 Engine, développé spécialement pour lui.

## Origine du nom
L'histoire voudrait que les auteurs se soient demandé comment nommer le projet alors qu'ils étaient au restaurant. Comme la question ne semblait pas avoir de réelle importance, et sans doute aussi pour marquer l'origine allemande du projet, ils lui auraient tout simplement donné le nom de leur plat favori qu'ils étaient en train de manger :
« Le Sauerbraten est un plat allemand, à base de viande de bœuf, avec une sauce aigre-douce. C'est l'un des grands plats allemands, comparable par exemple au bœuf bourguignon ou au coq au vin dans la cuisine française. »

## Son histoire
Le concepteur a participé au développement de Far Cry et enseigne actuellement aux États-Unis la conception de moteurs de jeu. Sauerbraten est le successeur de Cube, ce qui lui vaut d'être souvent appelé Cube 2. Il est toujours en cours de développement actif depuis que Cube a été figé (en août 2005).
Le fait que le code-source du jeu soit libre et la communauté, très active, a donné naissance à une multitudes de "mods" (i.e., versions modifiées) dont certains ont perduré quand d'autres ont sombré dans les abysses de l'oubli.
Depuis août 2005, chacune de ses versions porte un nom. On peut citer les versions "Assassin Edition", "CTF edition", "Trooper Edition", "Justice Edition" et actuellement la "Collect Edition".
Le développement est toujours resté ouvert aux demandes de la communauté et ces versions ont subi de nombreuses transformations, tant sur les "maps" fournies avec le jeu que sur les différents modes de jeu, dont certains ont disparu. On citera, entre autres, le mode de jeu "Assassin", la map "Sky Castle" ou encore, "Eisenstern" qui était une version en développement d'un RPG directement intégrée (le jeu pouvait donc démarrer selon le mode FPS ou le mode RPG).

### Les versions[2]

#### En 2004-2005
- 6 mai 2004
- 2004 : juillet, septembre, novembre, décembre
- 2005 : janvier, février, avril, mai
- 15 aout 2005 : Quakecon Edition
- 7 novembre 2005 : AGC Edition

#### 2006
- 31 janvier : MP Edition
- 27 février : Physics Edition
- 20 mars : Shader Edition
- 26 avril : Occlusion Edition
- 11 juin : SP Edition
- 22 juillet : Normalmap Edition
- 12 septembre : Water Edition
- 4 décembre : GUI Edition

#### 2007
- 13 avril : Spring Edition
- 19 aout : Summer Edition
- 22 décembre : Assassin Edition

#### 2008 à maintenant
- 17 juin 2008 : CTF Edition
- 4 mai 2009 : Trooper Edition
- 19 juillet 2010 : Justice Edition
- 4 janvier 2013 : Collect Edition

## Système de jeu
Sauerbraten dispose d'un "gameplay" à la fois extrêmement simple et extrêmement rapide - ce qui en fait un bon défouloir mais qui peut poser des problèmes nerveux au public non averti. Il peut se jouer seul ou alors en multijoueur. En solo, il ne présente que peu d'intérêt, si ce n'est pour s’entraîner. On notera cependant qu'il dispose d'un mode solo issu de son prédécesseur permettant d'affronter des ennemis sans aucune intelligence artificielle. Selon le développeur principal, ce mode de jeu risque de disparaître au profit de celui utilisant les bots (robots), plus intelligents.

### Les modes de jeu
SPPour "Single Player", soit, en mode solitaire (off-line). Les maps de ce mode sont spécifiques et comportent des éléments inactifs dans les modes multiplayer. Il peut en effet gérer des portes, des élévateurs, des objets explosifs, etc. Les maps sont donc fournies avec un script permettant de dérouler pas à pas le scénario. Ces scripts permettent une certaine liberté qui peut permettre d'étendre le concept du FPS sans pour autant en faire un RPG. Son développement est arrêté et il ne permet d'utiliser que les monstres de base qui sont particulièrement dénués de toute intelligence artificielle.
CoopeditLe premier étant l'édition coopérative qui n'est pas un "jeu" en soi mais qui permet de se détendre de manière constructive.
FFAComme tous les jeux de ce type, il possède un mode dit "Free for All" où le joueur affronte les autres joueurs en ayant accès à toutes les armes s'il en possède des munitions qu'il doit ramasser. Le but étant de tuer le plus de joueurs en mourant le moins possible. Le vainqueur étant celui qui aura fait le plus de victimes (on parle de "frags") à la fin du temps imparti (de 10 minutes en standard).
Efficiencyest un mode proche du FFA. Au démarrage de la partie il nous est assigné aléatoirement 3 armes pleinement chargées. On ne ramasse donc plus les munitions et l'on doit improviser lorsqu'on n'en a plus.
AssassinCe mode a disparu depuis la version "Trooper Edition". Il était disponible en FFA comme en Instagib. L'objectif n'était pas clair pour les novices ce qui l'a rendu marginal. Ça consistait à traquer les ennemis représentés en rouge et visibles sur le radar. Une fois le joueur ciblé éliminé, il devenait neutre (symbolisé par la couleur jaune) et un autre joueur était ciblé. Si le joueur tuait un coéquipier, ce dernier devenait neutre. Et s'il tuait un neutre, il devenait rouge. Ainsi, on pouvait avoir plusieurs ennemis simultanément. Ce qui rendait ce mode confus c'est que dans le même temps, le joueur était lui aussi la cible d'autres joueurs sans forcément le savoir. Tout comme les "proies" du joueur pouvaient ne pas savoir par quel joueur elles étaient poursuivies.
CaptureCe mode de jeu fût très populaire jusqu'à la version "CTF Edition" puis devint marginal. Il utilisait des "maps" spécialement conçues à cet effet (dont "Relic" qui était la plus populaire) possédant des "bases" à capturer puis à défendre en équipe. Il était également disponible en mode FFA et Instagib. La capture se faisait en restant durant un certain temps (jaugé visuellement) dans le périmètre de la base (symbolisé par un objet unique aisément reconnaissable). Plus il y a de joueurs à côté de cette base, moins de temps il faut pour la capturer. Une fois la base capturée, elle prend la couleur de l'équipe (y compris sur le radar). Si toutes les bases de la map étaient capturées par la même équipe la partie se terminait et donnait cette équipe vainqueur. Si ce n'était pas le cas, c'était, selon les versions du jeu, soit l'équipe qui en avait capturée le plus, soit l'équipe qui avait fait le plus de victimes. Lorsqu'une base appartient à une équipe, il faut plus de temps pour la reprendre. En effet, il faut d'abord la "neutraliser", puis la "posséder". Mais si l'on s'arrête après la phase de neutralisation, la base n'appartient à aucune équipe et il faudra donc moitié moins de temps à l'une d'entre elles pour se l'accaparer. La technique consiste donc à mener des attaques massives frontales afin de procéder à des captures éclaires, tandis que d'autres joueurs prennent discrètement les bases isolées ou à maintenir la pression sur des bases mieux gardées afin de conserver sa domination. C'est donc un mode de jeu d'équipe particulièrement tactique et intéressant bien qu'il faille parfois s'armer de patience pour capturer seul une base. Depuis la version "Trooper Edition", le temps de chaque partie est passée de 10 minutes (comme les autres modes) à 15 minutes.
Instagibdit "mort subite", a le même objectif que le FFA à la différence qu'on ne peut utiliser que le sniper (ou l'arme au corps, toujours présente) et que nos munitions sont limitées à 100. C'est un mode technique, brutal et extrêmement rapide que les joueurs préfèrent généralement pratiquer en duel. Il est possible, mais difficile de tomber à court de munitions.
CTFdit "Capture The Flag", est également disponible avec toutes les armes ou avec uniquement le sniper ("InstaCTF"). Depuis son apparition avec la version portant le même nom, l'InstaCTF est devenu le mode le plus largement populaire au point que certains joueurs ne connaissent qu'à peine l'existence des autres modes. Ce mode, à l'instar du mode Capture, nécessite des maps dédiées possédant un drapeau pour chaque équipe. Le but étant d'aller récupérer le maximum de fois le drapeau ennemi dans son camp afin de le ramener sur celui de notre équipe. La partie est gagnée par la première équipe ayant rapporté 10 drapeaux, ou alors, le maximum de drapeaux dans les 10 minutes toujours impartis. Le problème étant que si l'on revient dans son camp avec le drapeau ennemi, pour pouvoir marquer le point, il faut que notre drapeau n'ait pas été volé entre-temps et soit toujours sur sa base ! Le mode de classement des joueurs dans les deux équipes a évolué au fil des versions. Ainsi, avant la version « Justice Edition », le premier du classement était toujours celui qui avait fait le plus de victimes. Afin de pousser les joueurs à être plus participatifs à l'action, maintenant le classement se fait selon le rapport « victimes/nombres de drapeaux rapportés ». Les joueurs récupérant leur drapeau aux mains de l'ennemi sont également récompensés dans le classement interne à leur équipe. Ce mode de jeu est cependant plus individualiste que le mode Capture et n'encourage guère un travail d'équipe efficace.
Protectdit « Protect The Flag » est similaire au CTF. Là, le but n'est pas de rapporter à sa base le drapeau adverse mais de simplement le toucher afin de marquer un point. Mais les joueurs de l'équipe peuvent déplacer leur drapeau afin de se placer dans un endroit défensif stratégique sur la carte. Il a été introduit par la version « Trooper Edition » mais est resté marginal. Son principal défaut étant de ne pas être adapté à la vitesse du jeu et de mener rapidement à un statu quo lassant. En outre, la moindre erreur d'un joueur peut mener à une véritable catastrophe en un temps éclair. De plus, les joueurs, essayant de protéger le porteur de leur drapeau, se retrouvent vite dans des actions confuses lorsqu'un ennemi s'introduit seul au sein de leur défense.
Holddit "Hold The Flag" est légèrement similaire au protect, sauf qu'il faut capturer un drapeau neutre qui se trouve normalement à l'emplacement d'un drapeau du mode Capture. Pour marquer un point, il faut le garder 20 secondes.
CollectCe mode, pour l'instant propre à la version Collect Edition, ressemble au mode Harvester d'Open Arena et est jouable sur les mêmes cartes que les modes CTF et Protect. Il faut faire apparaitre des crânes en tuant des ennemis s'emparer de ces crânes et atteindre la base ennemie avec, ce qui fait gagner un nombre de point égal ai nombre de crânes ainsi acheminés. Il faut aussi faire disparaitre les crânes apparus à la mort des alliés, également en les prenant. Contrairement au mode similaire d'Open Arena, quand un joueur (ou un bot) meurt, le crâne apparait à l'endroit où il meurt (et non près du centre de la carte), et il est possible de faire perdre des points à l'équipe adverse, en atteignant la base adverse sans porter de crâne alors que l'équipe ennemie a un ou plusieurs points. Quand cela arrive, l'équipe ennemie perd un point et un crâne identique à celui apparaissant à la mort d'un allié apparait près de la base. Il doit le récupérer avant l'ennemi pour éviter qu'il ne tente de récupérer le point perdu.

### Les armes
- l'arme au corps : (poing, couteau, épée ou autres représentations graphiques) ne permettant de tuer que via un contact direct. Elle est cependant décriée par certains du fait qu'elle ne porte pas ses coups assez loin et sous des angles assez larges. Il faut donc se placer bien en face du joueur adverse et si l'on baisse la tête, ça ne fonctionne pas. Ainsi, lorsque l'on monte sur le joueur adverse, il est impossible de l'occire avec cette arme. En outre, comme elle présente dans tous les modes de jeu, tuer un autre joueur avec peut dans certains cas constituer une provocation.
- Le pistolet : Arme basique très peu utilisée en raison de son inefficacité malgré sa versatilité sur toutes les portées.
- Le fusil à pompe : dont l'efficacité est optimum à courte portée et quasi nulle à longue distance, pouvant cependant atteindre d'autres cibles voisines de celle visée.
- Le sniper : est sans doute l'arme la plus utilisée du jeu dont certains modes (dits "insta ...") l'utilise à titre exclusif. Elle est extrêmement précise et efficace à toutes portées.
- La mitrailleuse : se comporte comme le pistolet et le fusil à pompe réunis. Elle tire en continu de manière peu précise avec beaucoup de recul la rendant encore moins précise dans les mains de novices. Ses principaux défauts étant d'être peu ravageant et très gourmand en munitions.
- Le lance roquettes : est un particulier. Il lance des projectiles explosifs ayant un volume de destruction étendu à l'impact. Il lui est reproché beaucoup de choses telles que la vitesse trop lente et mal adaptée au jeu de ses projectiles ainsi que leur portée limitée, un volume d'action trop faible étant efficace même à travers les murs. Il peut être utile en mode capture pour défendre deux bases en même temps.
- Le lance grenades : propulse à un rythme soutenu des boules pouvant rebondir sur la géométrie de l'environnement et explosant automatiquement, soit au contact direct avec un joueur, soit peu de temps après leur lancer, à l'instar des roquettes. Leurs caractéristiques et leurs défaut les réservent à un usage plus défensif qu'offensif.